# Juli 2004
Portal Geschichte | Portal Biografien | Aktuelle Ereignisse | Jahreskalender | Tagesartikel

◄ |
20. Jahrhundert |
21. Jahrhundert

◄ |
1970er |
1980er |
1990er |
2000er
| 2010er | 2020er | 2030er | ►

◄ |
2000 |
2001 |
2002 |
2003 |
2004
| 2005 | 2006 | 2007 | 2008 | ►

◄ |
April 2004 |
Mai 2004 |
Juni 2004 |
Juli 2004 |
August 2004 |
September 2004 |
Oktober 2004 |
►
Dieser Artikel behandelt tagesbezogene Nachrichten und Ereignisse im Juli 2004.

## Tagesgeschehen

### Donnerstag, 1. Juli 2004

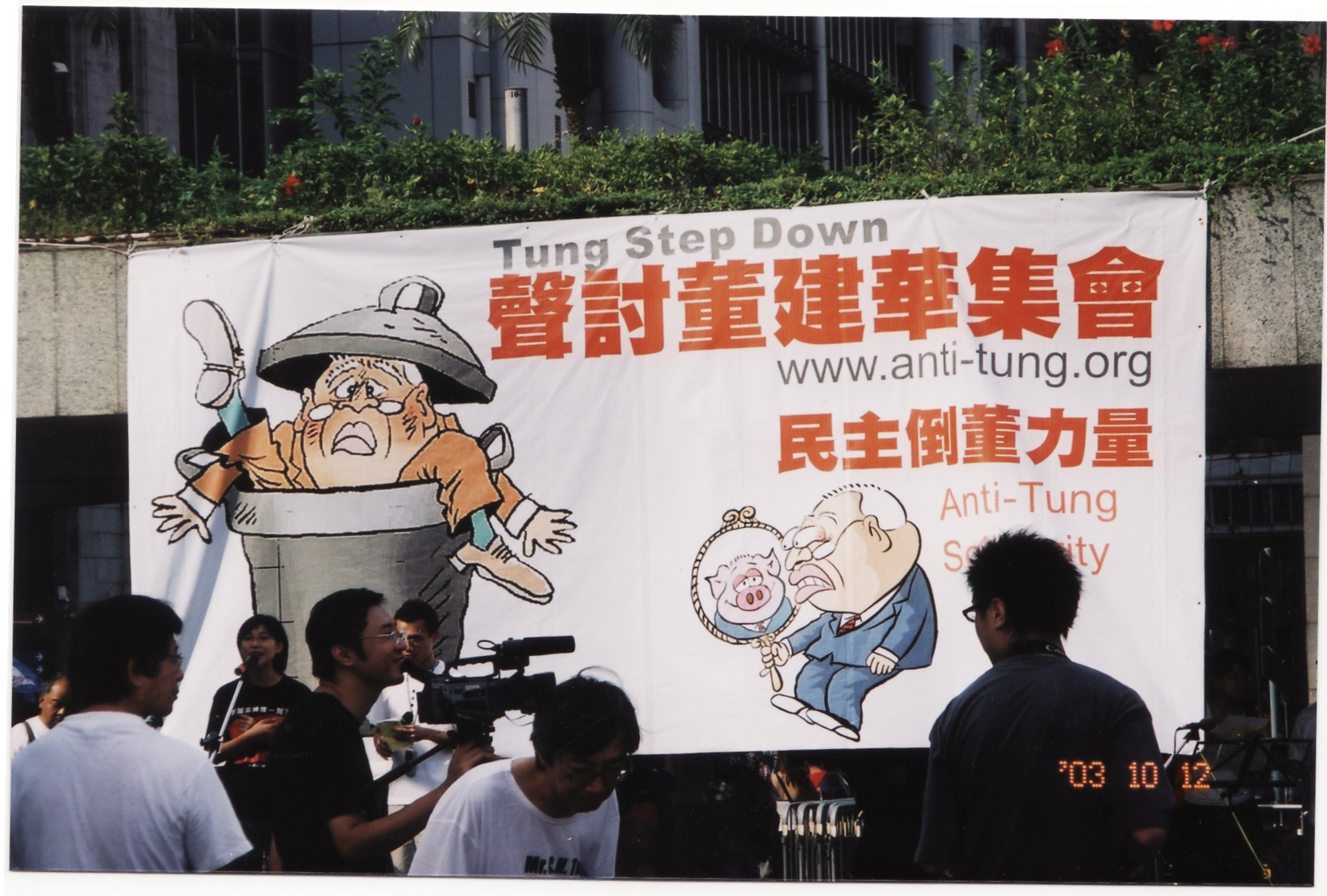
Die Protestwelle gegen Tung Chee-hwa begann 2003

- Bagdad/Irak: Der Prozess gegen den von 1979 bis 2003 diktatorisch regierenden Staatspräsidenten Saddam Hussein beginnt.[1]
- Den Haag/Niederlande: Die Niederlande übernehmen von Irland den Vorsitz im Rat der Europäischen Union. Das Amt des Regierungschefs der EG erhält Jan Peter Balkenende.[2]
- Hongkong/China: Am Jahrestag der Rückgabe Hongkongs durch das Vereinigte Königreich im Jahr 1997 finden nach 2003 heute wieder Massenproteste gegen die Politik der Administration unter Chief Executive (CO) Tung Chee-hwa statt. Laut der Universität Hongkong sind 35 % der Einwohner der Sonderverwaltungszone unzufrieden mit dem CO.[3]
- Saturn: Die Raumsonde Cassini-Huygens der Weltraumorganisationen NASA und ESA erreicht nach siebenjähriger Flugzeit den Orbit des Saturns. Ziel der Mission ist die Untersuchung des Monds Titan.[4]

### Freitag, 2. Juli 2004
- Berlin/Deutschland: Der Bundestag beschließt die Arbeitsmarkt-Reform nach dem so genannten Hartz-Konzept, das u. a. die Einführung eines Arbeitslosengelds II (ALG 2) beinhaltet. Erwerbsfähige und im Prinzip alle bedingt Erwerbsfähigen ohne ausreichendes Einkommen oder Vermögen zur Sicherung ihres Lebensunterhalts werden für die gesamte Zeit ihrer Erwerbslosigkeit ALG 2 erhalten. Die Grundsicherung voll erwerbsgeminderter Menschen wird in der Regel über Sozialhilfe hergestellt werden. In Einzelfällen fließt auch das Eigentum von Verwandten oder Mitbewohnern in die Berechnung ein.[5][6]

### Samstag, 3. Juli 2004
- London/Vereinigtes Königreich: Die 17-Jährige Russin Marija Scharapowa gewinnt gegen Titelverteidigerin Serena Williams aus den USA in zwei Sätzen das Damen-Einzel-Turnier der Wimbledon Championships im Tennis.[7][8]

### Sonntag, 4. Juli 2004

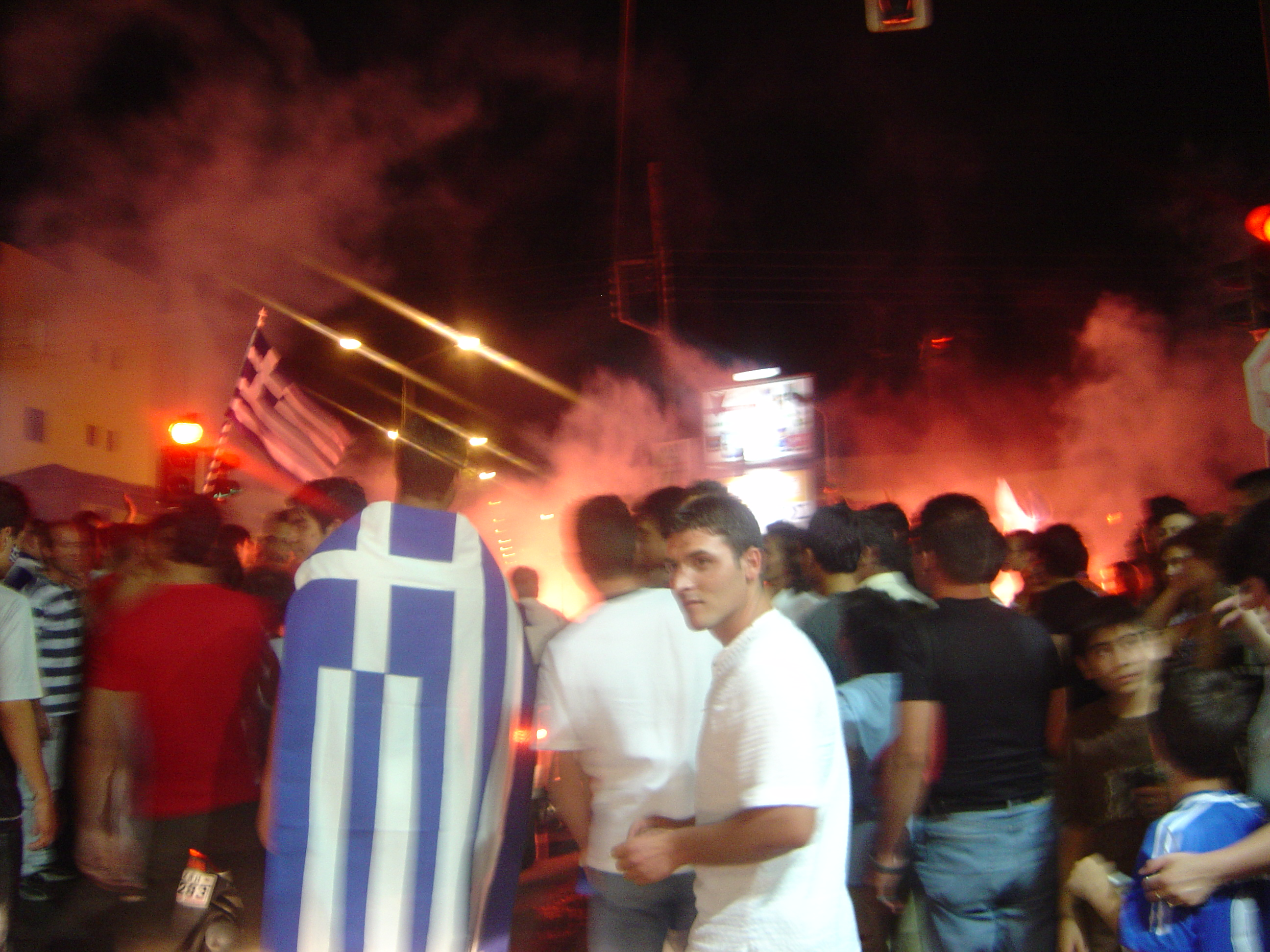
Griechische Freude über den Gewinn des Fußball-EM-Turniers

- Donchery/Frankreich: Der geständige Serienmörder Michel Fourniret und seine Ehefrau führen die Polizei zu den Gräbern zweier Personen, die seit 15 Jahren als vermisst gelten. Fourniret räumt den Mord an acht weiblichen Personen und an einer männlichen ein.
- Lissabon/Portugal: Mit dem Spiel Portugal gegen Griechenland endet die Fußball-Europameisterschaft in Portugal. Griechenland besiegt Portugal durch ein Tor von Angelos Charisteas in der 57. Minute und ist erstmals Fußball-Europameister. In ganz Griechenland und in etlichen Großstädten in Deutschland wird bis in die Morgenstunden gefeiert.[9]
- London/Vereinigtes Königreich: Titelverteidiger Roger Federer aus der Schweiz gewinnt das Herren-Einzel-Turnier der Wimbledon Championships im Tennis durch einen Sieg gegen Andy Roddick aus den USA in vier Sätzen.[10]
- New York/Vereinigte Staaten: Am Ground Zero, dem Ort, an dem bis zu den Terroranschlägen am 11. September 2001 die Zwillingstürme des ursprünglichen World Trade Centers in den Himmel ragten, wird der Grundstein des One World Trade Centers nach den Entwürfen des Architekten Daniel Libeskind gelegt.[11]
- Heringsdorf (Ostholstein): Mit dem Stranddorf Augustenhof öffnet ein Pilotprojekt für den Einsatz von Ökotechnik im Tourismus.

### Montag, 5. Juli 2004
- Wien/Österreich: Bundespräsident Thomas Klestil wird infolge eines Herzstillstands in das Allgemeine Krankenhaus der Stadt Wien eingeliefert. In drei Tagen soll die offizielle Amtsübergabe an seinen Nachfolger Heinz Fischer stattfinden, so dass gemäß Bundesverfassung interimistisch der Bundeskanzler Wolfgang Schüssel die Agenden des Bundespräsidenten erhält.[12]

### Dienstag, 6. Juli 2004
- Deutschland: Mitarbeiter der Organisation Tafel versorgen in Deutschland inzwischen über eine halbe Million Menschen mit gespendeten Lebensmitteln.
- Thailand: Die Vogelgrippe H5N1 ist zurückgekehrt. In den Provinzen Ayutthaya und Pathumthani wurden deshalb bislang mehr als 8.000 Hühner geschlachtet. Laut dem stellvertretenden Landwirtschaftsminister Thailands Newin Chidchob handelt es sich um den gleichen Virusstamm, der schon zu Jahresbeginn epidemisch Vögel in Asien befiel.
- Wien/Österreich: Bundespräsident Thomas Klestil (ÖVP) erliegt im Allgemeinen Krankenhaus der Stadt Wien zwei Tage vor der Angelobung seines Nachfolgers kurz vor Mitternacht seiner schweren Herzerkrankung.

### Mittwoch, 7. Juli 2004
- Berlin/Deutschland: Die Staatsanwaltschaft Berlin hat gegen die ehemaligen Staatssekretäre und CDU-Mitglieder Volker Liepelt und Hugo Holzinger ein Verfahren wegen des Verdachts der Veruntreuung öffentlicher Gelder im Zusammenhang mit der Tempodrom-Affäre eingeleitet.
- Berlin/Deutschland: Das Justizministerium plant eine Gesetzesänderung, die den sog. „großen Lauschangriff“ auf die bisher geschützten Berufsgruppe von Ärzten, Anwälten, Steuerberatern, Drogenberatern und Journalisten ausweiten soll. Des Weiteren soll der große Lauschangriff in Zukunft nur noch bei schweren Verbrechen mit einer Mindeststrafe von 5 Jahren oder mehr zugelassen werden. Das Bundesverfassungsgericht hatte eine entsprechende Änderung angemahnt. Nach Protesten der betroffenen Berufsgruppen sowie von FDP und Bündnis 90/Die Grünen zieht Ministerin Brigitte Zypries den Entwurf zurück.
- Kiel/Deutschland: Die erste Innenministerkonferenz in diesem Jahr thematisiert u. a. die Einführung einer Islamistendatei.

### Donnerstag, 8. Juli 2004

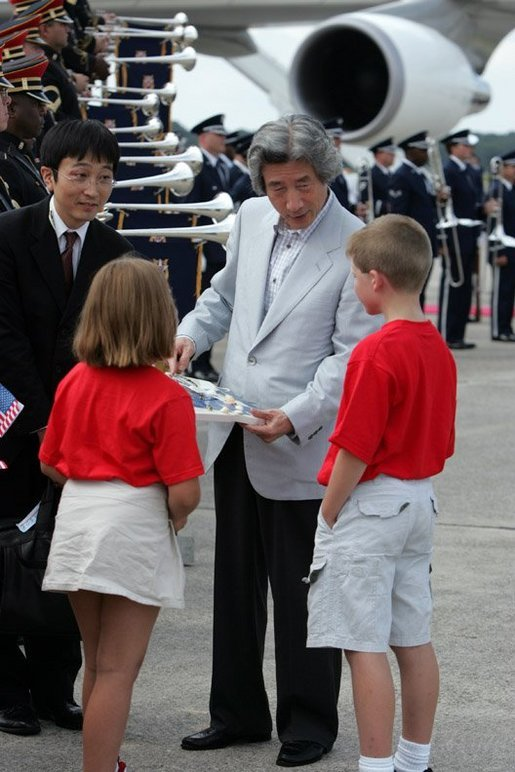
Der japanische Premierminister Koizumi trifft zum G8-Gipfel ein

- Erfurt/Deutschland: Dieter Althaus wird offiziell vom Thüringer Landtag als Ministerpräsident wiedergewählt und das am Mittwoch vorgestellte neue Kabinett wird vereidigt. Neu im Kabinett sind Jens Goebel, Harald Schliemann und Gerold Wucherpfennig. Michael Krapp und Hans Kaiser schieden aus der Landesregierung aus, Andreas Trautvetter und Karl Heinz Gasser erhielten neue Ressorts, Dagmar Schipanski wurde Landtagspräsidentin.
- Glynn County/Vereinigte Staaten: Die Staatschefs der Gruppe der Acht (G8) und zwei Vertreter der Europäischen Union treffen sich zum 30. Weltwirtschaftsgipfel auf Sea Island bei Brunswick, Georgia.[13]
- Houston/Vereinigte Staaten: Der ehemalige CEO von Enron Kenneth Lay stellt sich der Bundesbehörde FBI. Er war im Zusammenhang mit dem Zusammenbruch des Konzerns wegen Bilanzfälschung angeklagt worden. Lay wurde auch als „Schattenberater“ des Präsidenten George W. Bush bekannt, in dessen Auftrag er bei der Regierungsbildung mitwirkte.
- Wien/Österreich: Der neue Bundespräsident Heinz Fischer (SPÖ) wird vereidigt.[14]

### Freitag, 9. Juli 2004
- Bagdad, Samarra/Irak: Bei einem Angriff Aufständischer in Samarra sterben drei US-Soldaten und ein Iraker; 18 weitere Männer werden verletzt. In Bagdad tötet eine Autobombe einen Ex-Baath-Funktionär.

### Samstag, 10. Juli 2004
- Moskau/Russland: Paul Klebnikov, Chefredakteur der russischen Ausgabe des Forbes Magazine und Autor eines Buchs über Boris Beresowski, das über die Machenschaften der Oligarchen Russlands aufklärte, wird von zwei unbekannten Tätern in Moskau erschossen.
- Wien/Österreich: Der österreichische Bundespräsident Thomas Klestil wurde am Wiener Zentralfriedhof feierlich in Anwesenheit von über zwanzig Staatspräsidenten, Königen und Tausenden Menschen beigesetzt.

### Sonntag, 11. Juli 2004
- Bangkok/Thailand: Die von 11. – 16. Juli stattfindende „15. internationale Aidskonferenz“ wird eröffnet. Tausende Experten haben sich versammelt, um über den globalen Kampf gegen die Immunschwächekrankheit zu beraten.
- Belgrad/Serbien und Montenegro: Nachdem er am 27. Juni die Wahl zum Präsidenten der Republik Serbien für sich entschied, wird der aus dem Landesteil Montenegro stammende und als liberal geltende Boris Tadić von der Demokratischen Partei als neuer Präsident von Serbien vereidigt.
- Mittelmeerregion: Nach dreiwöchigem Streit hat Italien dem deutschen Rettungsschiff Cap Anamur mit 37 sudanesischen Flüchtlingen an Bord die Einfahrt in italienische Gewässer erlaubt. Die Flüchtlinge haben in Deutschland um Asyl gebeten.
- Washington, D.C./Vereinigte Staaten: Der designierte demokratische US-Präsidentschaftskandidat John Kerry wirft Amtsinhaber George W. Bush mit bisher nie dagewesener Deutlichkeit in der Irak-Politik Täuschung und Wortbruch vor. In der Frage angeblicher irakischer Massenvernichtungswaffen und der Verbindungen Iraks zur Al-Qaida habe Bush die amerikanische Öffentlichkeit in die Irre geführt.

### Montag, 12. Juli 2004
- Rom, Palermo/Italien: Die Cap Anamur wird von den italienischen Behörden nicht mehr als beschlagnahmt angesehen. Die Besatzung bleibt weiter in Haft.
- Lissabon/Portugal: Staatspräsident Jorge Sampaio ernennt Pedro Santana Lopes zum neuen portugiesischen Regierungschef. Er löst José Manuel Barroso ab, der Präsident der Europäischen Kommission wird.

### Dienstag, 13. Juli 2004
- Paris/Frankreich: Der wegen einer Schmiergeldaffäre langjährig gesuchte ehemalige deutsche Staatssekretär und Präsident des Bundesamtes für Verfassungsschutz Holger Pfahls ist in Paris festgenommen worden. Die Staatsanwaltschaft Augsburg erhofft sich mit der Festnahme neue Erkenntnisse im Zusammenhang mit der CDU-Spendenaffäre und im Prozess gegen den Sohn von Franz Josef Strauß, Max Strauß.

### Mittwoch, 14. Juli 2004
- Berlin/Deutschland: Die Bundesregierung verlangt von Italien die Freilassung der drei deutschen Mitarbeiter des Rettungsschiffs Cap Anamur, die wegen Beihilfe zur illegaler Einreise festgenommen wurden.
- Berlin/Deutschland: Vertreter von SPD, CDU/CSU sowie FDP lehnten die Wiedereinsetzung eines parlamentarischen Untersuchungsausschusses nach der Festnahme Holger Pfahls’ im Zusammenhang mit der CDU-Spendenaffäre ab, wie es von Hans-Christian Ströbele (Bündnis 90/Die Grünen) gefordert worden war.
- Kairo/Ägypten: Ägyptens Staatspräsident Hosni Mubarak ernennt Ahmad Nazif zum neuen Ministerpräsidenten; er löst Atif Abaid ab.
- Manila/Philippinen: Um das Leben einer Geisel zu retten, kündigt die philippinische Regierung an, ihre 51 Soldaten aus dem Irak zurückzuziehen. Ursprünglich war der Abzug erst am 20. August geplant.
- Paris/Frankreich: Der französische Staatspräsident Jacques Chirac hat anlässlich des Nationalfeiertages bekanntgegeben, über die Europäische Verfassung ein Referendum abhalten zu wollen.

### Donnerstag, 15. Juli 2004
- Augsburg/Deutschland: Max Strauß wurde wegen Steuerhinterziehung zu drei Jahren und drei Monaten Haft verurteilt. Strauß habe für den Rüstungslobbyisten Karlheinz Schreiber gearbeitet und Millionenbeträge als Provision unter Umgehung des Steuerrechts auf sein Schweizer Konto gebracht.
- Danzig, Warschau/Polen: Horst Köhler bricht zu seiner ersten Auslandsreise als deutscher Bundespräsident nach Polen und Frankreich auf. Mit dem Antrittsbesuch in Polen soll zum einen auf die besondere Verbindung zwischen Polen und Deutschland und auf die Herkunft Horst Köhlers hingewiesen werden. Er trifft sich heute mit dem polnischen Staatspräsidenten Aleksander Kwaśniewski in Warschau, wo er vermeintlichen Ansprüchen von Vertriebenen eine Absage erteilt. Bei einer Kranzniederlegung in Danzig für die Opfer des Zweiten Weltkriegs begegnet er Friedensnobelpreisträger Lech Wałęsa.
- Kalifornien/Vereinigte Staaten: Der Umweltsatellit Aura der NASA startete an Bord einer Delta 2-Trägerrakete erfolgreich in einen Erdorbit.
- New York/Vereinigte Staaten: Das UNDP stellt den Human Development Report 2004 vor. Dem neuen Index der menschlichen Entwicklung zufolge lebt es sich nirgends so gut wie in Norwegen (Spitzenreiter seit zwei Jahren), gefolgt von Schweden und Australien. Deutschland liegt auf Platz 19, und Schlusslicht ist das siebte Mal in Folge Sierra Leone. Herangezogen werden hierfür Faktoren wie Durchschnittseinkommen, Ausbildungsniveau und Lebenserwartung.
- Phnom Penh/Kambodscha: Das kambodschanische Parlament beendet die 11 Monate andauernde Verfassungskrise durch die Anerkennung von Hun Sen als Regierungschef des Landes.
- Saturn: Die Raumsonde Cassini-Huygens beobachtete den Saturnmond Iapetus, dessen Oberfläche zweigeteilt zu sein scheint.

### Freitag, 16. Juli 2004
- Dublin/Irland: Der Astrophysiker Stephen Hawking hat das so genannte Schwarze-Loch-Paradoxon nach eigenen Angaben gelöst. In einem Vortrag auf der 17. internationalen Konferenz zur allgemeinen Relativitätstheorie und Gravitation (GR17) will er seine neue Theorie erläutern.
- Manila/Philippinen: Zwei Tage nach der Ankündigung der Regierung begannen die Philippinen, 51 Soldaten, die als Aufbauhelfer im Irak stationiert waren, abzuziehen. Man kam so einer Forderung der Geiselnehmer nach.
- Paris/Frankreich: Mit einem Besuch beim französischen Präsidenten Jacques Chirac im Élysée-Palast beendete Horst Köhler seine erste Auslandsreise als deutscher Bundespräsident.
- Tamil Nadu/Indien: Bei einem Schulbrand im indischen Bundesstaat Tamil Nadu kommen über 80 Kinder ums Leben.

### Samstag, 17. Juli 2004
- Kourou/Französisch-Guayana: Eine Ariane-5-Trägerrakete bringt den mit 5.950 kg bislang schwersten Telekommunikationssatelliten Anik F2 in den Erdorbit.
- Rom/Italien: Italien weist die Asylgesuche von 37 Flüchtlingen an Bord des Schiffs Cap Anamur ab.
- Moskau/Russland: Der aus Armenien stammende Journalist Pail Pelojan wird (vermutlich durch Stichwunden) auf offener Straße ermordet aufgefunden.

### Sonntag, 18. Juli 2004
- Shanghai/Volksrepublik China. In einem nicht zur offiziellen Meisterschaft zählenden Rennen der DTM gewinnt Gary Paffett im Mercedes-Benz vor Bernd Schneider (Mercedes-Benz) und Mattias Ekström (Audi).
- Euskirchen/Deutschland. Auf der Autobahn A 1 zwischen Euskirchen und dem Kreuz Bliesheim verunglückt am Morgen gegen 8:15 Uhr ein dänischer Reisebus, der von einer Jugendfreizeit in Nordspanien auf dem Weg nach Hause ist. 2 Jugendliche sterben, 57 werden verletzt – 6 davon schwer.
- Niederrhein, westliches Ruhrgebiet/Deutschland. Im Zuge eines Gewitters bilden sich ein oder mehrere Tornados und richten Sachschäden in Millionenhöhe an.
- Südasien. Schwere Monsunregenfälle mit Überschwemmungen in Indien, Bangladesch, Nepal und der Volksrepublik China führen zu etwa 800–1000 Toten und Millionen von Obdachlosen.

### Montag, 19. Juli 2004
- Hamburg/Deutschland: Das weltweit größte und teuerste Passagierschiff „Queen Mary II“ läuft in Hamburg ein
- Rom/Italien: Der Chef der rechtsgerichteten italienischen Partei Lega Nord, Umberto Bossi, verlässt die Regierung von Silvio Berlusconi, um als Abgeordneter ins Europaparlament zu gehen. Auf Grund seines Rücktritts 1994 scheiterte die erste Regierung Berlusconis. Bossi, der sich von einem Herzinfarkt erholt, nennt gesundheitliche Gründe alleinverantwortlich für seine Entscheidung.
- Tel Aviv/Israel: Bei einem Anschlag wird in der israelischen Stadt erstmals ein Richter ermordet. Der 49-jährige Adi Azar, wurde von einem Mann auf dem Motorrad erschossen. Trotz Bekenntnisse der al-Aqsa-Märtyrerbrigaden, schließt Justizminister Yosef Lapid einen terroristischen Hintergrund aus.
- Kiew/Ukraine: Im Osten des Landes kommen bei einer schweren Grubengas-Explosion mindestens 25 Bergleute ums Leben. Die Katastrophe ereignete sich im Bergwerk Krasnolimanskaja im Donezbecken.
- München/Deutschland: Im Münchner Mathäser-Filmpalast findet die Premiere des mit einer großen Marketing-Kampagne angekündigten Films (T)Raumschiff Surprise – Periode 1 statt. Regisseur, Produzent und Hauptdarsteller ist der Komödiant Michael Herbig.

### Dienstag, 20. Juli 2004

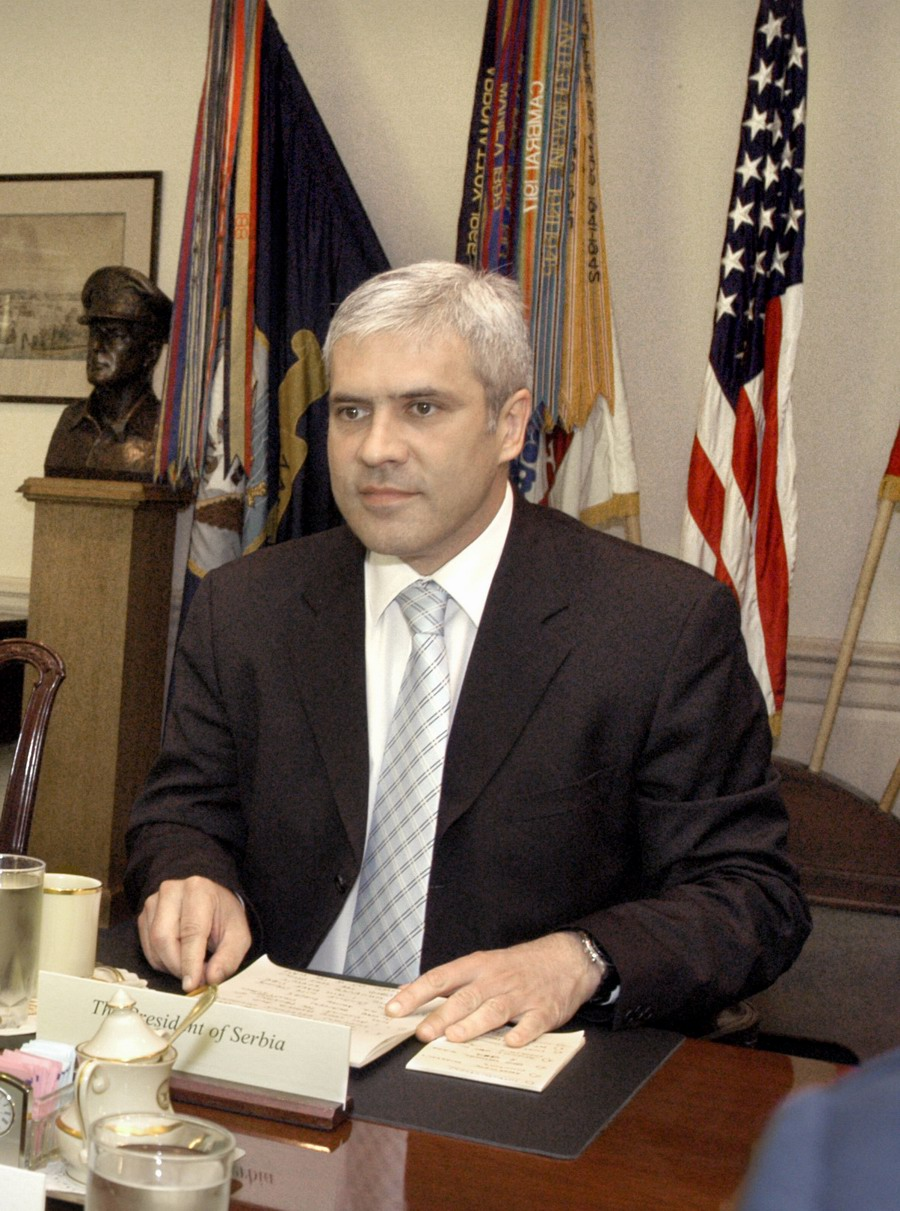
Boris Tadić besucht die USA

- Abu Dhabi/Vereinigte Arabische Emirate: Die EADS-Tochter Airbus erhält einen Großauftrag über mehr als 3,6 Milliarden Euro für 24 Flugzeuge und zugleich einen weiteren Kunden für sein Großraumflugzeug A380.
- Arlington County/Vereinigte Staaten: Im Pentagon besprechen Donald Rumsfeld, Verteidigungsminister der Vereinigten Staaten, und der neue Präsident der Teilrepublik Serbien in Serbien und Montenegro Boris Tadić die Aussichten einer dauerhaften Befriedung des Westbalkans. Das Militärbündnis NATO befürchtet, dass die Serben ihre Beziehungen zu Russland vertiefen werden.
- Bagdad/Irak, Manila/Philippinen. Nach dem Abzug der letzten philippinischen Soldaten aus dem Irak wird der als Geisel festgehaltene philippinische Lkw-Fahrer freigelassen.
- Berlin/Deutschland. 60 Jahre nach dem gescheiterten Attentat auf Adolf Hitler gedenkt die Bundesregierung mit Feierstunde, Kranzniederlegung und feierlichem Gelöbnis des Widerstands gegen die Nazi-Diktatur. Dabei kam es zu Störungen durch Gegner der Veranstaltung.
- Athen/Griechenland. Das NOK schickt 452 Athleten für Deutschland zu den Olympischen Spielen. Man hofft auf Platz 3 in der Nationenwertung.
- Straßburg/Frankreich. Das Europaparlament kommt zu seiner konstituierenden Sitzung zusammen. 732 Abgeordnete aus 25 Ländern sollen unter anderem den neuen EU-Kommissionspräsidenten José Manuel Barroso ernennen. Josep Borrell wählte man zum neuen Präsidenten des Parlaments.
- Berlin/Deutschland. Der Bundesminister Otto Schily fordert die Schaffung eines Asylbewerberlagers in Nordafrika. Er nimmt so eine Forderung aus Großbritannien auf.
- Wiesbaden/Deutschland. Martin Hohmann wurde vom CDU-Landesverband Hessen aus der Partei ausgeschlossen. In einer Aufsehen erregenden Rede zum 3. Oktober 2003 benutzte er im Zusammenhang mit den Juden den Begriff Tätervolk.
- Rom/Italien. Der Vorarlberger Bischof Klaus Küng, der dem Opus Dei angehört, wurde von Papst zum apostolischen Visitator für die Diözese St. Pölten bestimmt, um die Situation in der Diözese und im Priesterseminar zu klären, nachdem Fotos und Indizien für Kinderpornografie bekannt geworden waren.

### Mittwoch, 21. Juli 2004
- Jerusalem/Israel, New York/Vereinigte Staaten. Die UN-Generalversammlung fordert den Abriss jener israelischen Sperrmauern, die auf palästinensischem Boden errichtet wurden. Nahezu alle Mitgliedsstaaten einschließlich der EU-Länder hatten für den ausgehandelten Resolutionstext gestimmt, nur die USA und drei pazifische Inselstaaten stimmten dagegen. Die israelische Regierung erklärte daraufhin, sich nicht an die UN-Mehrheitsentscheidung halten zu wollen und den Bau des Sperrwalls im Westjordanland weiterzuführen.

### Donnerstag, 22. Juli 2004

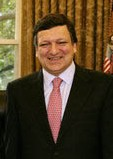
José Manuel Barroso

- Stuttgart/Deutschland. Die baden-württembergische Justizministerin Corinna Werwigk-Hertneck tritt zurück, nachdem zuvor die Staatsanwaltschaft Ermittlungen gegen sie aufgenommen hat. Werwigk-Hertneck hatte ihren Parteikollegen Walter Döring von laufenden Ermittlungen gegen ihn in Kenntnis gesetzt und damit rechtswidrig gehandelt.
- Straßburg/Frankreich. Das Europäische Parlament hat den früheren portugiesischen Premierminister José Manuel Barroso mit deutlicher Mehrheit als neuen EU-Kommissionspräsidenten bestätigt. Barroso erhielt in der geheimen Wahl 413 der 723 Stimmen, 251 Abgeordnete stimmten gegen ihn, 44 enthielten sich der Stimme. Er hat nun eine 25-köpfige Kommission zu bilden, welche vor ihrem Amtsantritt am 1. November 2004 nochmals vom EU-Parlament und den EU-Regierungen bestätigt werden muss.
- Türkei. Bei einem Zugunglück nahe der anatolischen Stadt Sakarya, 150 km östlich von Istanbul, sind am Abend etwa 36 Menschen ums Leben gekommen, 79 Menschen wurden verletzt. Vier Waggons überschlugen sich auf freier Strecke. Es waren 230 Passagiere an Bord. Der Hochgeschwindigkeitszug ist erst im Juni in Betrieb genommen worden. Er soll die Reisezeit auf der knapp 600 Kilometer langen Strecke auf nur fünf Stunden verkürzen. Fachleute warnten, dass die Strecke dafür noch nicht ausgebaut sei.

### Freitag, 23. Juli 2004

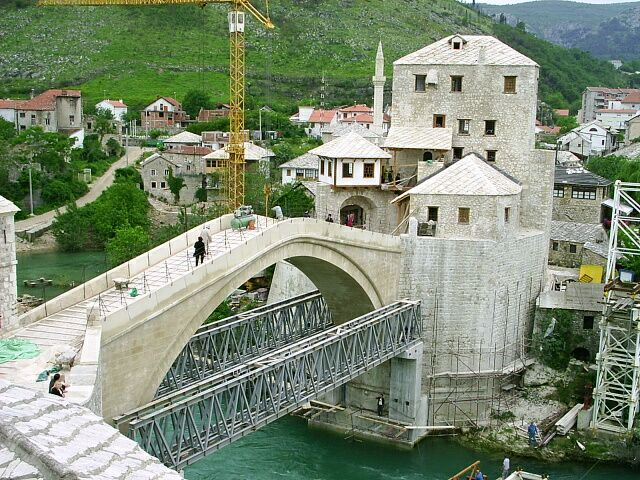
„Alte Brücke“ in Mostar

- Frankfurt am Main/Deutschland: Schwere Unwetter im Rhein-Main-Gebiet. Durch Blitzeinschläge und Überflutungen wurde der Schienenverkehr teilweise lahmgelegt. Die schwersten Sturmschäden entstanden im Frankfurter Süden.
- Mostar/Bosnien-Herzegowina: In Mostar weihte man unter starken Sicherheitsvorkehrungen die historische „Alte Brücke“ (bosnisch Stari Most) wieder ein. Die im 16. Jahrhundert während des Osmanen-Reiches erbaute steinerne Bogenbrücke war 1993 im Bosnienkrieg von kroatischen Granaten zerstört worden. Der 15 Mio. Euro teure Neubau erfolgte mit internationaler Hilfe, die Brücke gilt heute als ein Friedenssymbol.

### Samstag, 24. Juli 2004
- Karatschi/Pakistan. Eine Bombe explodiert an einer Straße und tötet einen Elektriker und verwundet sechs weitere Insassen eines Fahrzeuges. Die Opfer waren alle Kursteilnehmer und Personal eines islamischen Seminars und scheinen die Ziele des Angriffs gewesen zu sein.

### Sonntag, 25. Juli 2004
- Israel. In einer riesigen Menschenkette demonstrierten rund 130.000 Israelis gegen die Pläne des Ministerpräsidenten Ariel Scharon. Sharon hatte beabsichtigt, alle israelischen Siedlungen im Gazastreifen endgültig zu beseitigen.
- Paris/Frankreich. Der US-Amerikaner Lance Armstrong, Kapitän des Teams US Postal, hat zum 6. Mal die Tour de France gewonnen. Somit ist er der Toursieg-Rekordhalter.
- Hockenheimring/Deutschland. Michael Schumacher gewann mit dem Grand Prix von Deutschland bereits das elfte Mal im zwölften Rennen während der Formel-1-Weltmeisterschaft 2004 und ist damit nicht mehr weit von seinem siebten Weltmeistertitel entfernt.

### Dienstag, 27. Juli 2004
- Schleswig/Deutschland. Die Stadt Schleswig feiert ihr 1200-jähriges Bestehen. Bundespräsident Horst Köhler, der zusammen mit seiner Frau derzeit seinen Urlaub in Schleswig-Holstein verbringt, trifft sich in Schleswig mit Königin Margrethe II. von Dänemark und erinnert an die „weltweit vorbildliche“ Politik beider Länder gegenüber ihren jeweiligen Minderheiten im anderen Land. (Deutsch-dänische Beziehungen vorzüglich (Memento vom 13. Februar 2005 im Internet Archive) Toast von Bundespräsident Horst Köhler zum Besuch von Königin Margrethe II. anlässlich des 1.200-jährigen Stadtjubiläums in Schleswig).
- Karlsruhe/Deutschland. Der Bund durfte die Juniorprofessur nicht allein einführen. Das Bundesverfassungsgericht entscheidet, das 5. Änderungsgesetz zum Hochschulrahmengesetz sei „wegen Überschreitung der Rahmengesetzgebungskompetenz des Bundes mit Artikel 70, Artikel 75 in Verbindung mit Artikel 72 Absatz 2 des Grundgesetzes unvereinbar und nichtig.“ (Urteil)
- New York/Vereinigte Staaten, Berlin/Deutschland. Die USA und Deutschland verstärken den diplomatischen Druck auf die sudanesische Regierung in Khartum, gegen die anhaltenden Menschenrechtsverletzungen in der Region Darfur vorzugehen. Die USA brachten einen Entwurf für eine UN-Resolution im UN-Sicherheitsrat ein, in dem, nach Ablauf einer 30-tägigen Frist, mit Sanktionen gedroht wird. Der deutsche Außenminister Joschka Fischer verstärkte die Sanktionsdrohungen: “Wenn Khartum das Töten in Darfur nicht beendet und die geplante Resolution des UN-Sicherheitsrats nicht befriedigend umsetzt, wird die internationale Gemeinschaft Konsequenzen ziehen.”

### Mittwoch, 28. Juli 2004
- Kabul/Afghanistan. Die Hilfsorganisation Ärzte ohne Grenzen (MSF) stellt nach 24 Jahren ihre Tätigkeit in Afghanistan ein. MSF wirft der Koalition unter US-amerikanischer Führung die Gefährdung der Helfer durch Instrumentalisierung und Missbrauch humanitärer Hilfe vor. So wurden z. B. Afghanen mittels Flugblättern dazu aufgefordert, Informationen über die Taliban und Al-Qaida zu liefern, um weiterhin humanitäre Hilfe zu erhalten. Erst im Juni wurden in Afghanistan fünf MSF-Mitarbeiter in einem Hinterhalt getötet.
- Bakuba/Irak. Auf dem Marktplatz von Bakuba, einer Kleinstadt 65 km nördlich von Bagdad, werden bei einem Selbstmordattentat nach ersten Angaben mindestens 68 Menschen getötet und mindestens weitere 30 verletzt. Der Attentäter sprengte sein Fahrzeug vor einer Polizeiwache, vor der sich etwa 250 Arbeitssuchende zur Rekrutierung in den Polizeidienst anstellten. Bei diesem Anschlag, bei dem es nur zivile Opfer gab, handelt es sich um den blutigsten seit der formalen Machtübergabe an die Interimsregierung am 28. Juni.[15]

### Donnerstag, 29. Juli 2004

Logo des Irakkrieg-Dokumentarfilms von Michael Moore

- Boston/Vereinigte Staaten: Circa 99 % der Delegierten stimmen für den Senator für Massachusetts John Kerry als Kandidat der Demokratischen Partei der Präsidentschaftswahl im November.[16]
- Deutschland: Der kritische Dokumentarfilm über den Irakkrieg Fahrenheit 9/11 des Regisseurs Michael Moore läuft mit 200 Kopien in Deutschland an. In den Vereinigten Staaten ist sie inzwischen der bestbesuchte Dokumentarfilm der Kino-Geschichte.
- Sønderborg/Dänemark: Beim Besuch von Kronprinz Frederik und Kronprinzessin Mary in Sønderborg nahe der deutschen Grenze wird in Anwesenheit des deutschen Literaturnobelpreisträgers Günter Grass dessen Großplastik Butt im Griff enthüllt. Eine identische Bronzeskulptur steht bereits in Lübeck, der Wahlheimat des Künstlers.

### Freitag, 30. Juli 2004
- Ghislenghien/Belgien: In dem Ort 40 km südwestlich von Brüssel schlagen Bauarbeiter versehentlich ein Leck in eine Gaspipeline. Deren Explosion richtet in weitem Umkreis Schäden an und verursacht den Tod von 24 Menschen. Mehr als 130 weitere Personen werden verletzt, 30 davon schwer. Zwei nahe gelegene Fabriken fangen Feuer.[17]
- New York/Vereinigte Staaten: Der Sicherheitsrat der Vereinten Nationen fordert in seiner Resolution 1556 von der sudanesischen Regierung ein Ende der Gewalt in der Krisenregion Darfur. Die mit 13 von 15 Stimmen beschlossene Resolution droht nach Ablauf einer 30-tägigen Frist mit nicht näher erläuterten Konsequenzen. Nach Schätzungen der US-Behörde für Internationale Entwicklung kamen in der Krisenregion bereits bis zu 80.000 Menschen ums Leben.[18]

### Samstag, 31. Juli 2004
- Paris/Frankreich: Frankreich verlegt 200 im Tschad stationierte Soldaten an die sudanesische Grenze, um Flüchtlingen aus der Krisenregion Darfur humanitäre Hilfe leisten zu können. Zudem sollen Transportflugzeuge zur Lieferung von Hilfsgütern zur Verfügung gestellt werden.[19]

## Weblinks

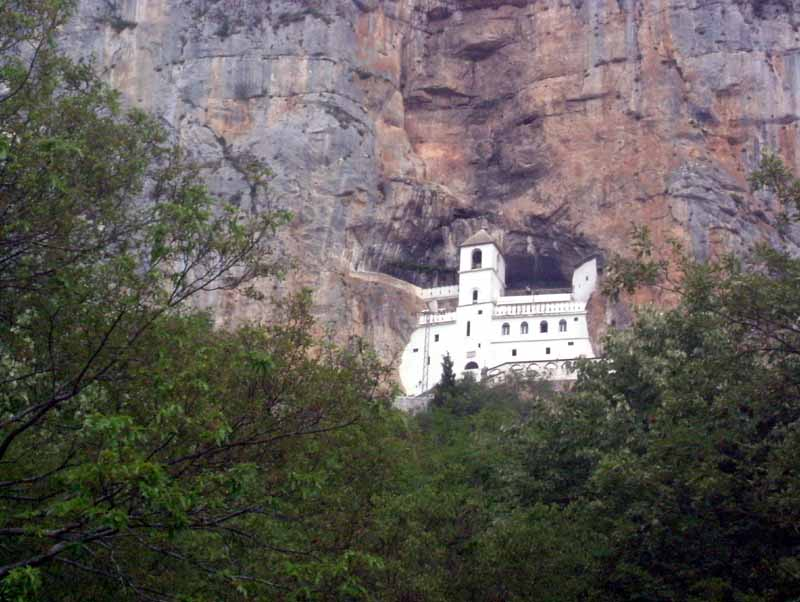
Serbien und Montenegro im Juli 2004